# آلبوم چندآهنگه (ای‌پی آستین ماهون)
آلبوم چندآهنگه (به انگلیسی: Extended Play) یک آلبوم چندآهنگه (ای‌پی) از خواننده-ترانه‌نویس اهل ایالات متحده آمریکا آستین ماهون است، که در ۲۹ مه ۲۰۱۳ توسط ریپابلیک رکوردز فقط در ژاپن منتشر شد.